# 楚庭

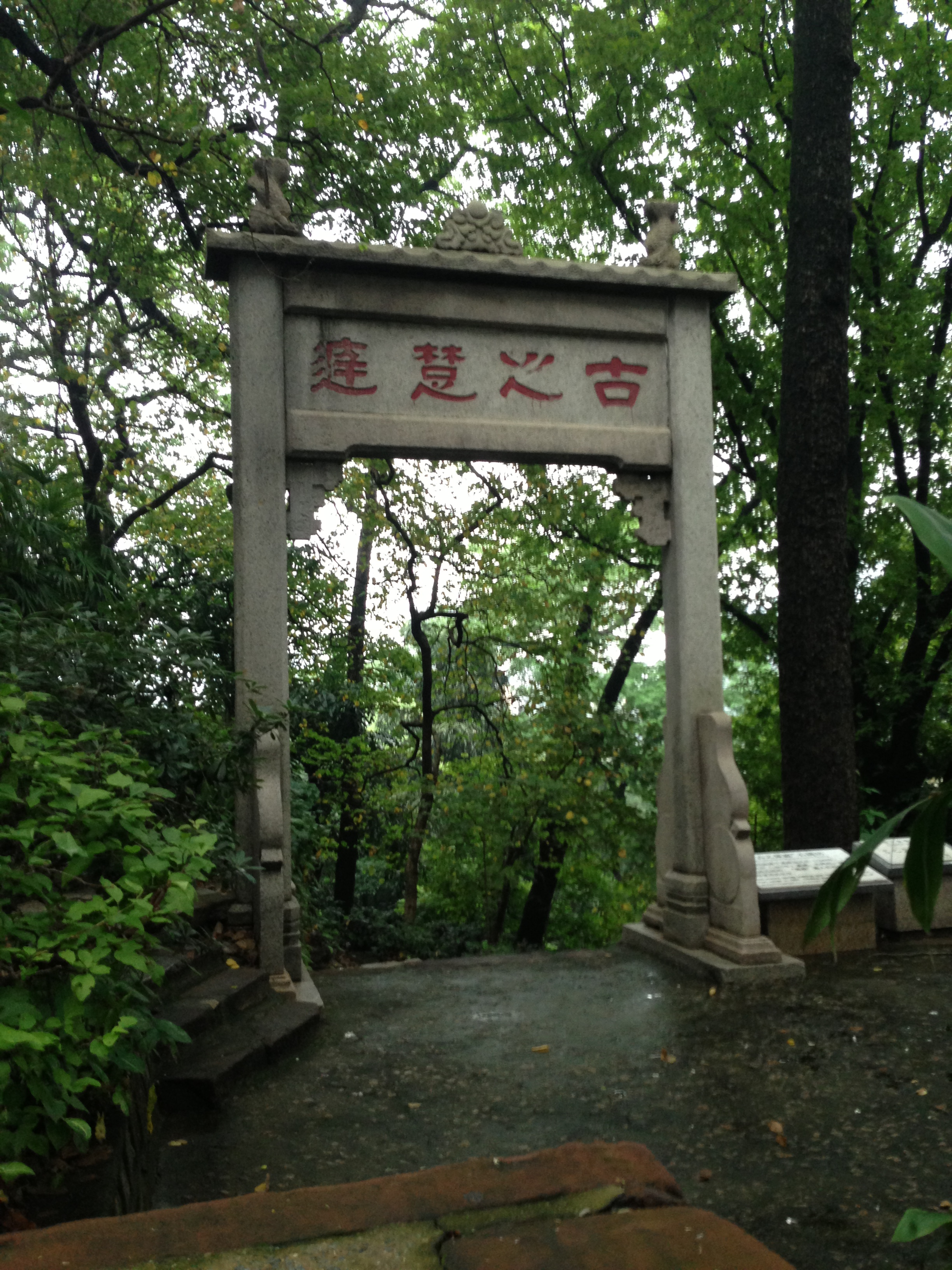
“古之楚庭”石牌坊，初建于1644年，1867年重建。

楚庭或楚亭，是传说中中国广州最早的名字。相传周夷王八年（前887年），楚王派人来到今天广州，设置楚庭。现在越秀山百步梯东侧越秀公园內，有一个刻着“古之楚庭”的石牌坊，记载了这个传说。
但周朝之疆域不及此，直至秦朝疆域才包含廣州，故其真實性極難稽攷。